# Kevin Lebersorger
Kevin Lebersorger (* 9. Juni 2005 in Vöcklabruck) ist ein österreichischer Fußballspieler.

## Karriere

### Verein
Lebersorger begann seine Karriere beim ATSV Timelkam. Im Februar 2013 wechselte er zur Union Neukirchen/Vöckla. Zur Saison 2013/14 kehrte er nach Timelkam zurück. Zur Saison 2014/15 wechselte er zur SV Ried. Zur Saison 2017/18 kam er in die Jugend des FC Red Bull Salzburg, bei dem er ab der Saison 2019/20 auch sämtliche Altersstufen in der Akademie durchlief. Zur Saison 2023/24 wechselte der Verteidiger nach Deutschland zu den A-Junioren des VfL Wolfsburg.
Nach einer Spielzeit im Ausland kehrte Lebersorger zur Saison 2024/25 nach Österreich zurück und wechselte zu den Amateure des LASK. Noch bevor er für die Amateure gespielt hatte, debütierte er im Juli 2024 im ÖFB-Cup gegen die Union Gurten für die Profis der Linzer. Sein Debüt in der Bundesliga folgte dann im August 2024, als er am ersten Spieltag jener Saison gegen den TSV Hartberg in der 87. Minute für Moses Usor eingewechselt wurde.

### Nationalmannschaft
Lebersorger debütierte im September 2021 für die österreichische U-17-Auswahl. Im September 2022 spielte er erstmals im U-18-Team, für das er insgesamt achtmal zum Zug kam. Zwischen September und Oktober 2023 kam er zu drei Einsätzen in der U-19-Mannschaft.